# الحيادر (ذي السفال)

تعديل مصدري - تعديل

الحيادر محلة تابعة لقرية المراغة، التابعة لعزلة العداني بمديرية ذي السفال إحدى مديريات محافظة إب في الجمهورية اليمنية، بلغ تعداد سكانها 211 حسب تعداد اليمن لعام 2004.
.الحيادر: من أكلب من بني هزر في دولة الكويت